# Joan Lavender Bailie Guthrie
Pour les articles homonymes, voir Guthrie.
Joan Lavender Bailie Guthrie ou Laura Gray (1889–1914) est une suffragette britannique et membre de la Women's Social and Political Union (WSPU).

## Biographie
Guthrie est née en 1889 à Caistor, Lincolnshire.

## Suffragiste
Guthrie rejoint la Women's Social and Political Union (WSPU) à l'âge de 18 ans. En 1912, elle participe à un raid de bris de vitres, pour lequel elle est emprisonnée à la prison de Holloway.

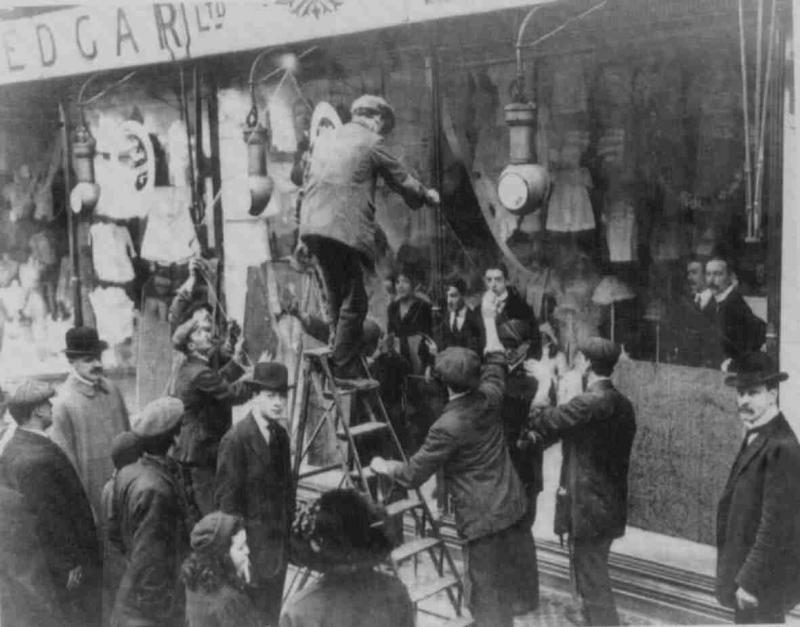
Campagne de bris de vitres par des suffragettes.

Pendant son séjour en prison, elle contribue à Holloway Jingles, un recueil de poésie publié par la branche de Glasgow de la WSPU. On pense que son poème To DR est dédié à sa compatriote suffragette Dorothea Rock.
Elle participe à une grève de la faim et elle est nourrie de force. On pense qu'elle a développé une dépendance au barbiturique véronal, qui a atténué la douleur causée par les séquelles du gavage. 
Guthrie reçoit une Hunger Strike Medal en reconnaissance de sa grève de la faim, «pour la bravoure» de la WSPU. En 2012 elle est l'une des co-signataires du mouchoir des suffragettes

## Carrière d'actrice
Après sa sortie de prison, elle travaille comme actrice. Sa première représentation sur scène est dans la pantomime "Les quarante voleurs" au Lyceum Theatre en 1912.

## Décès
Guthrie meurt à l'âge de 25 ans, au 111 Jermyn Street, St James's, Westminster, laissant une succession évaluée à 1 564 £. La cause du décès est la prise d'une surdose de véronal. Un poème à son sujet est publié dans le Daily Herald en juin 1914. Selon le site Woman and her sphere, le poème est écrit par Anna Wickham (en).